# Szymon z Wilkowa
Szymon z Wilkowa (XIII wiek) – przedstawiciel rodu panów z Wierzbnej.
Był synem Stefana Starszego z Wierzbna, kasztelana bolesławieckiego, a później niemczańskiego. Umiejscawia się go pod względem starszeństwa na ostatnim miejscu wśród braci, po Andrzeju, Janie i Stefanie Młodszym. Występuje w dokumentach w latach 1266–1285.
Miał syna Stefana, występującego w dokumentach w latach 1281–1287.